# Cargoul Medy
Nava cargou Medy sub pavilion Turcia, s-a scufundat pe 1 septembrie 2010, la ora 12:51. Vasul s-a scufundat după ce s-a reușit salvarea întregului echipaj. Cargoul de 6.358,9 tdw, era încărcat cu 3427,4 tone de fier vechi. Cauza scufundării se pare că ar fi pornit de la o operațiune de balastare incorect efectuată. Epava este situată la o distanță de circa 4 Mm de țărm, la adâncimea de 35 m. 
Nava scufundată reprezintă un grav pericol pentru mediu, deoarece în tancurile sale se află 22 tone de motorină, iar în butoaie peste 2 300 kilograme de ulei .
Scufundarea cargoului Medy a fost urmată de o tragedie, doi scafandri au dispărut pe 9 septembrie, în timp ce explorau epava navei Medy. 